# João Paulo (ur. 1990)
João Paulo, właśc. João Paulo Purcino de Almeida (ur. 20 lipca 1990 w Pouso Alto) – brazylijski piłkarz, występujący na pozycji lewego obrońcy.

## Kariera klubowa
João Paulo rozpoczął piłkarską karierę w Fluminense FC w 2008 roku, któremu pozostał wierny do chwili obecnej. Dotychczas rozegrał we Fluminense 19 meczów ligowych. Z klubem z Rio de Janeiro dotarł do finału Copa Sudamericana 2009, w którym Fluminense uległo ekwadorskiemu LDU Quito.
W 2010 był zawodnikiem drugoligowego Figueirense FC. Z Figueirense awansował do pierwszej ligi. Od 2011 występuje w drugoligowym Ponte Preta Campinas, z którą awansował do pierwszej ligi.